# 2:a klass torpedbåt
2:a klass torpedbåt var en klass snabbgående, ångdrivna fartyg bestyckade med självgående torpeder, som började byggas under senare delen av 1800-talet. Klassen avsåg båtar mellan 40 ton och 80 ton.